# 467

## Nașteri
- Leon al II-lea, împărat bizantin (474), (d. 474)

## Decese
- dată necunoscută: Skandagupta  (n. ?)